# 吉岡橋
吉岡橋（よしおかはし）は、福島県西白河郡中島村にある道路橋である。

## 概要
- 全長：131.58 m
- 幅員：4.00 m
- 形式：6径間鋼H桁橋
- 竣工：1970年[1]

中島村南部にて一級水系阿武隈川を渡り、幹線一級村道元村大泉坊線を通す6径間の桁橋であり、中島村が管理する橋梁の中で最長の物である。起点となる北詰は中島字天神前に、南詰は吉岡字南に位置する。橋上は上下対面通行で供用されているが、センターラインもない隘路のため車両のすれ違いはできず交互通行が必要である。現在の橋は1970年に架けられたものであり、その後欄干の更新等が行われ、現在は白色のガードレール状の物が設置されており、また桁部は水色に塗装されている。歩行者安全対策が行われていないことから村議会で人道橋の架設が提案されたこともあるが、財源確保の難しさから実現していない。

## 沿革
- 江戸時代より年貢米運搬のため駄馬が通行できる橋が架けられ、馬橋と呼ばれていた[3]。後に洪水で流出したのちに渡船が用いられ、その後再び架橋が行われた。
- 1970年（昭和45年） - 現在の橋梁が架けられる。
- 2002年（平成14年）3月25日 - 現在の欄干へ更新される。

## 周辺
- 大泉坊ふれあいセンター
- 町畑公民館
- 四穂田古墳
- 福島県道11号白河石川線

## 隣の橋
- 阿武隈川

（上流） - 蕪内大橋 - 常陸橋 - 吉岡橋 - 滑津橋 - 明神橋 - （下流）